# San Michele (fumetto)
San Michele (il cui sottotitolo è "I sigilli della folgore") è un fumetto thriller-noir pubblicato in Italia da Edizioni Star Comics, creato da Fabio Celoni e Adriana Coppe. Si tratta di una miniserie composta di 6 numeri a cadenza bimestrale con inizio delle pubblicazioni ad ottobre 2010 e l'ultimo numero previsto per la fine di agosto 2011. È nel classico formato bonellide di 96 pagine in bianco e nero.

## Trama
Anno 2101: in una zona rurale del Centro Italia, il ricercatore irlandese Brian O'Brien è sulle tracce di una rara pianta dalle proprietà straordinarie, per conto di una multinazionale chimica-farmaceutica. L'erba miracolosa pare crescere in particolar modo tra i ruderi dell'antico borgo abbandonato di San Michele. A poco a poco O'Brien viene coinvolto suo malgrado in un mistero oscuro, tra personaggi singolari, tecnologie futuristiche, paesaggi naturali ancestrali, situazioni meteorologiche inquietanti, portando alla luce segreti sconcertanti celati in quella zona dai tempi della Seconda Guerra Mondiale.

## Albi
| Nr. | Titolo Albo             | Data di pubblicazione | Testi                       | Disegni                  | Copertina    |
| --- | ----------------------- | --------------------- | --------------------------- | ------------------------ | ------------ |
| 1   | Il borgo dimenticato    | ottobre 2010          | Fabio Celoni, Adriana Coppe | Sergio Gerasi            | Fabio Celoni |
| 2   | Il pescatore di fulmini | dicembre 2010         | Fabio Celoni, Adriana Coppe | Alessandro Pastrovicchio | Fabio Celoni |
| 3   | Simboli del potere      | febbraio 2011         | Fabio Celoni, Adriana Coppe | Giuseppe Candita         | Fabio Celoni |
| 4   | I sentieri dei Custodi  | aprile 2011           | Fabio Celoni, Adriana Coppe | Giuseppe De Luca         | Fabio Celoni |
| 5   | La realtà e l'apparenza | giugno 2011           | Fabio Celoni, Adriana Coppe | Christopher Possenti     | Fabio Celoni |
| 6   | Il risveglio del drago  | agosto 2011           | Fabio Celoni, Adriana Coppe | Emanuele Gizzi           | Fabio Celoni |

## Ambientazione
- L'immaginario borgo di San Michele si situerebbe nei dintorni dei Monti Lepini nel Lazio centrale.
- Il monastero del fumetto è il Monastero di San Giorgio, ma potrebbe essere nella realtà l'Abbazia di Casamari (in provincia di Frosinone): in effetti uno dei personaggi di San Michele è la signora Casamari. Ancora più probabile è che si tratti dell'Abbazia di Fossanova (in provincia di Latina), che assomiglia molto al Monastero di San Giorgio[1].

## Personaggi

### Protagonisti
- Brian O'Brien, biologo irlandese alla ricerca delle erbe di San Michele.
- Akira, meteorologo giapponese specializzato in fulmini, impegnato nello studio delle anomalie meteorologiche dell'area di San Michele.
- Radi Setie, archeologa indiana alla ricerca delle origini italiane della sua famiglia nella zona di San Michele.
- Adamo Videserti, medico italiano tormentato dalla morte del suo migliore amico e da un gruppo di ricattatori, misteriosamente coinvolto nel segreto di San Michele.

### Antagonisti
- Roberta, capo dei ricattatori che tormentano Adamo Videserti; la sua vera identità viene rivelata alla fine della serie.
- Il capitano Respighi, impetuoso ufficiale di polizia; sospetta che Adamo Videserti sia un assassino, ma anche Brian O'Brien cerca stranamente di evitare lui e ogni contatto con le forze dell'ordine.

### Aiutanti positivi
- Puck, gatto-ermellino proprietà di Brian O'Brien, usato per la ricerca di erbe rare
- I custodi di San Michele
- L'abate Ezechiele, padre Saul, frate Mathieu, padre Sebastiano
- Maria Casamari, detta "la belva ciociara", e George Martinelli, suo vicino di casa
- Il dottor Videserti, padre di Adamo e Cesare

### Aiutanti negativi
- I ricattatori capeggiati da Roberta
- Cesare Videserti, agente di polizia fratello di Adamo